# Verdrag van San Ildefonso (1796)

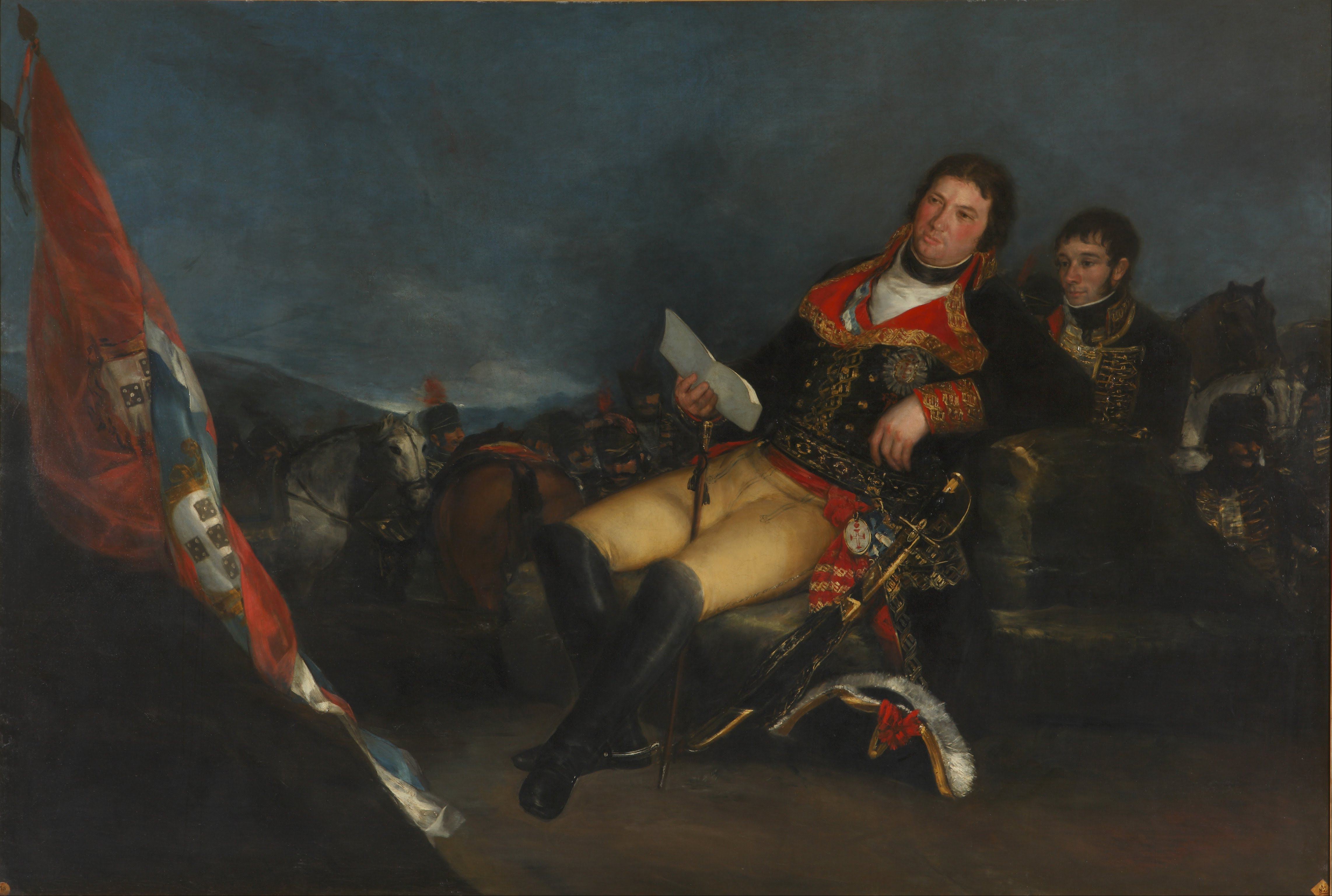
Manuel de Godoy, geschilderd door Goya (1801)

Het tweede Verdrag van San Ildefonso op 19 augustus 1796 was een verdrag tussen Spanje en revolutionair Frankrijk, waarbij de twee voormalige vijanden een bondgenootschap tegen Groot-Brittannië sloten.
Het Spaanse protest tegen de onthoofding van koning Lodewijk XVI leidde tot een oorlogsverklaring van Frankrijk in 1793. In de daaropvolgende Pyreneeënoorlog vielen Spaanse troepen Frankrijk binnen, maar het tij keerde al snel en een Franse invasie van Spanje volgde. In juli 1795 werd de Vrede van Bazel getekend, waarmee de oorlog beëindigd werd. Spanje stond hierbij twee derde van het Antilliaanse eiland Hispaniola aan Frankrijk af.
Een jaar na het vredesverdrag sloten Frankrijk en Spanje het Verdrag van San Ildefonso, dat tot werd stand gebracht door de Spaanse premier Manuel de Godoy. Hij zag Groot-Brittannië en haar bondgenoot koninkrijk Portugal als Spanjes belangrijkste vijand en Frankrijk als de natuurlijke bondgenoot van het verzwakte Spanje.
Kort na het sluiten van het verdrag verklaarde Spanje de oorlog aan Groot-Brittannië.  Het Frans-Spaanse bondgenootschap werd herbevestigd bij het geheime Verdrag van San Ildefonso in 1800. Twee jaar later sloot Spanje samen met Frankrijk vrede met de Britten bij de Vrede van Amiens, maar in 1805 brak nogmaals oorlog uit met de Britten.
Het bondgenootschap met Frankrijk zou rampzalig blijken voor Spanje en het einde van Spanje als wereldmacht inluiden. De Franse en Spaanse vloot werden verslagen in de Zeeslag bij Kaap Sint-Vincent in 1797 en nogmaals in de Zeeslag bij Trafalgar in 1805, waarna de Britten de overmacht op zee kregen en niet meer uit handen gaven. Frankrijk bleek een verraderlijke bondgenoot: Napoleon viel in 1808 Spanje binnen en plaatste zijn broer Jozef Bonaparte op de Spaanse troon.